# Milan Foľta
Milan Foľta (* 7. listopadu 1960 Prešov) je bývalý československý házenkář.
S týmem Československa hrál na letních olympijských hrách v Soulu v roce 1988, kde tým skončil na 6. místě. Nastoupil v 6 utkáních a dal 1 gól. Hrál i na letních olympijských hrách v Barceloně v roce 1992, kde tým skončil na 9. místě. Nastoupil v 6 utkáních a dal 3 góly. Na klubové úrovni hrál za Tatran Prešov.